# Expedición 57
La expedición 57 fue la 57.ª misión de larga duración de la ISS, realizada entre 4 de octubre y 20 de diciembre de 2018, con la participación de tres astronautas,  uno ruso, uno norteamericano y un alemán. Esta fue una expedición atípica. Iniciada con el desacople de la Soyuz MS-08 que retornó a la Tierra el 4 de octubre con tres integrantes de la expedición anterior. A los tres astronautas que permanecieron en la estación, Alexander Gerst, Serena Auñón-Chancellor y 
Serguéi Prokópiev, deberían haberse unido Alekséi Ovchinin y Nick Hague, que fueron lanzados en la Soyuz MS-10 el 11 de octubre, una semana después, completando una expedición de sólo cinco miembros. Sin embargo, el lanzamiento no alcanzó la estación, por un fallo en la separación de una de las etapas laterales de la etapa principal del cohete Soyuz-FG que transportaba la nave, aún en pleno vuelo, y la misión fue abortada – los tripulantes escaparon ilesos después de la eyección de la cápsula Soyuz mediante los sistemas de escape de emergencia.
Después del incidente hubo un gran intervalo hasta el siguiente lanzamiento para realizar las investigaciones de la causa del accidente, y después de algunas reestructuraciones en el orden de las futuras misiones, el equipo fue completado el 3 de diciembre, con la llegada de los tres tripulantes del vuelo siguiente, la Soyuz MS-11, que serían parte de la siguiente Expedición 58. Esta misión también fue atípica por el hecho de ser la primera comandada por un alemán, Alexander Gerst,  el segundo europeo en comandar una expedición de larga duración en la ISS, después de Frank De Winne en la Expedición 21. La misión concluyó oficialmente enl 20 de diciembre con el desacople de la Soyuz MS-09, tras 76 días de duración.

## Misión

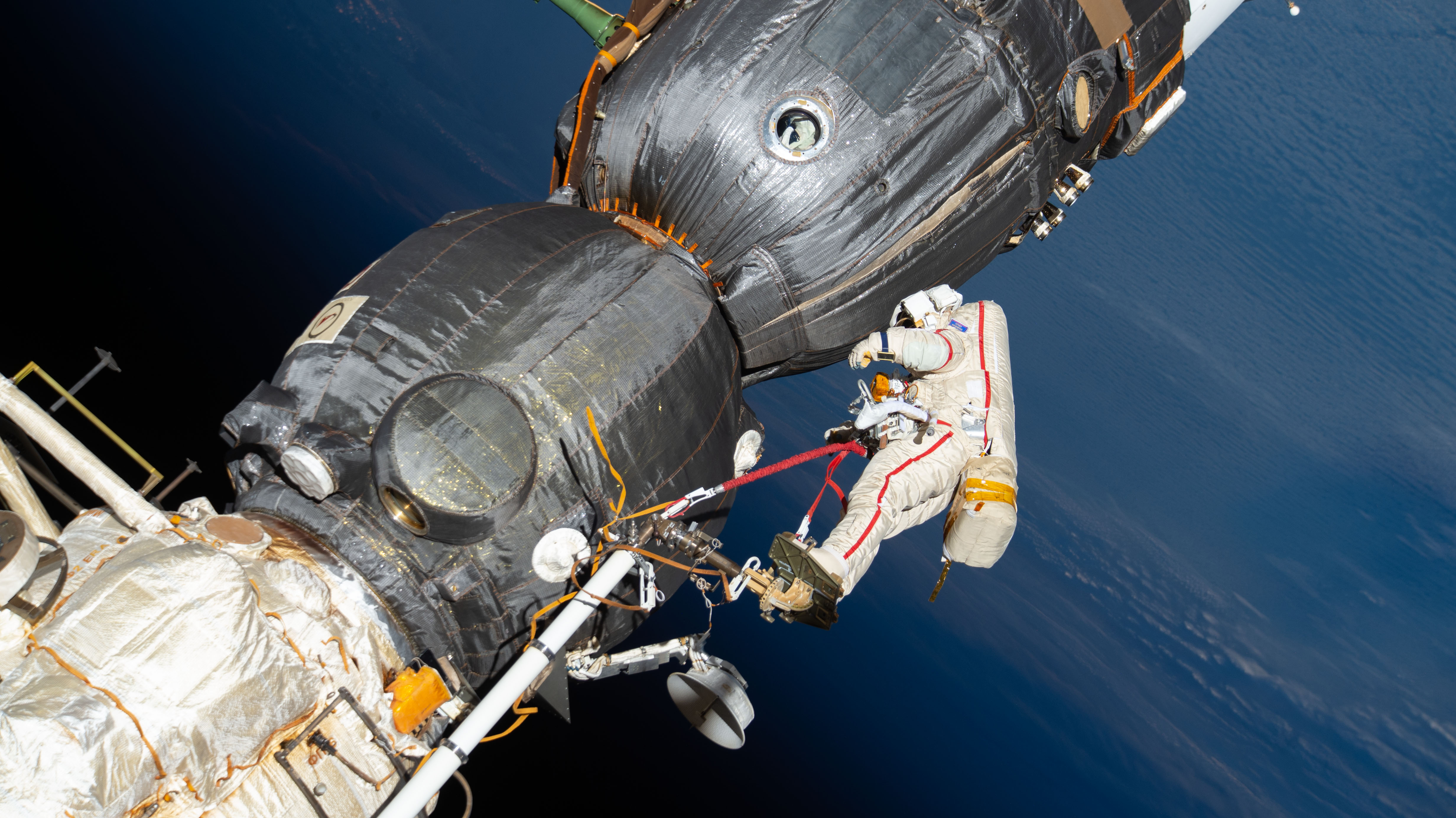
El cosmonauta Oleg Kononenko durante EVA examinando el casco externo de la Soyuz MS-09, de pie en un guindaste.

Las experiencias científicas de esta expedición abarcaron un gran campo del interés humano, desde observaciones de las florestas de la Tierra para ayudar a entender como los procesos de carbono afectan el cambio climático hasta el estudio de las células endoteliales en microgravidad para mejorar los métodos de prueba para el tratamiento del cáncer en los seres humanos. También se hizo un estudio sobre el auxilio de la Inteligencia artificial a los humanos en el espacio.  Misiones espaciales colocan los tripulantes bajo una cantidad sustancial de estress y carga de trabajo, y una IA puede ayudar a suministrar apoyo operacional a los miembros de la tripulación. El comandante Gerst llevó para la estación el pequeño robot "CIMON", creado por IBM, como su asistente-personal, como parte de esta experiencia. Tres naves no-tripuladas de carga acoplaron con la ISS durante la expedición: Progress MS-10, Cygnus NG-10 y Dragon SpaceX CRS-16; las naves llevaron cerca de nueve toneladas de carga para la ISS, entre alimentos, combustible, oxígeno, hardware diverso y nuevas experiencias científicas a ser hechas por los astronautas. La nave de carga japonesa  Kounotori 7 (HTV-7), acoplada desde la expedición anterior, fue enviada de vuelta para su destrucción programada en la reentrada de la atmósfera sobre el Océano Pacífico.
Siendo esta una misión atípica se realizó una caminada espacial  no programada. Durante la Expedición 56, se descubrió un pequeño agujereo en la estructura de la nave Soyuz MS-09, acoplada a la ISS durante las dos expediciones, que estaba causando una fuga de aire y presión de la nave. Este pequeño agujero fue remendado primero con una cinta aislante especial y después con resina epoxy. El 11 de diciembre, los cosmonautas rusos Kononenko y Prokópiev realizaron una actividad extraveicular donde cortaron los protectores térmicos y removieron el aislamiento, con el objetivo de examinar el casco externo, quitar fotos del área y retirar muestras de residuo para ser usados en la investigación posterior. Como el agujero se encontraba en el módulo orbital, que es descartado antes de la reentrada, el retorno de la tripulación no estaba en riesgo. Prokópiev declaró que el agujero fue hecho desde el  interior; sin embargo, no se sabe cuándo fue hecho. La nave fue considerada en perfectas condiciones para la reentrada por la pareja y por el control de tierra. Además de esta investigación, también hicieron  cambios en los  experimentos científicos del exterior del módulo Rassvet.

## Tripulación
| Posición             | Primera parte 4 de octubre hasta 3 de diciembre de 2018 | Segunda parte 3 de diciembre hasta 20 de diciembre de 2018 |
| -------------------- | ------------------------------------------------------- | ---------------------------------------------------------- |
| Comandante           | Alexander Gerst                                         | Alexander Gerst                                            |
| Ingeniera de vuelo 1 | Serena Auñón-Chancellor                                 | Serena Auñón-Chancellor                                    |
| Ingeniero de vuelo 2 | Serguéi Prokópiev                                       | Serguéi Prokópiev                                          |
| Ingeniero de vuelo 3 |                                                         | Oleg Kononenko                                             |
| Ingeniera de vuelo 4 |                                                         | Anne McClain                                               |
| Ingeniero de vuelo 5 |                                                         | David Saint-Jacques                                        |

Notas:
- Originalmente, la astronauta Jeanette Epps fue anunciada como ingeniera de vuelo para las Expediciones 56 y 57, lo que a haría la primera afroamericana parte de la tripulación de la estación espacial en una misión de larga duración.[11] Posteriormente, sin embargo, la NASA, sin dar explicación pública para la razón del cambio, anunció que Epps sería sustituida por su reserva, Serena Auñón-Chancellor, mientras ella sería designada para otras funciones en el Centro Espacial Johnson, disponible para una futura misión.[12] Algunos días después, el hermano de la astronauta, Henry Epps, publicó en el Twitter un mensaje, después deletada, afirmando: "Mi hermana, Dra. Jeanette Epps, ha luchado contra el racismo opressivo y contra la misoginia dentro de la NASA y ahora ellos la están retirando y colocando una astronauta caucasiana en su lugar!"[13][14] La NASA y la astronauta no hicieron comentarios.
- El cosmonauta Nikolai Tikhonov fue designado para hacer su primer vuelo en la nave Soyuz MS-10 junto con  Ovchinin Hague e integrar la Expedición 57, pero fue retirado de la misión debido a los retrasos para lanzar el módulo-laboratorio ruso Nauka. Esa fue la segunda vez que Tikhonov fue sustituido de una tripulación de la ISS por tal razón.[15][16]

## Insignia

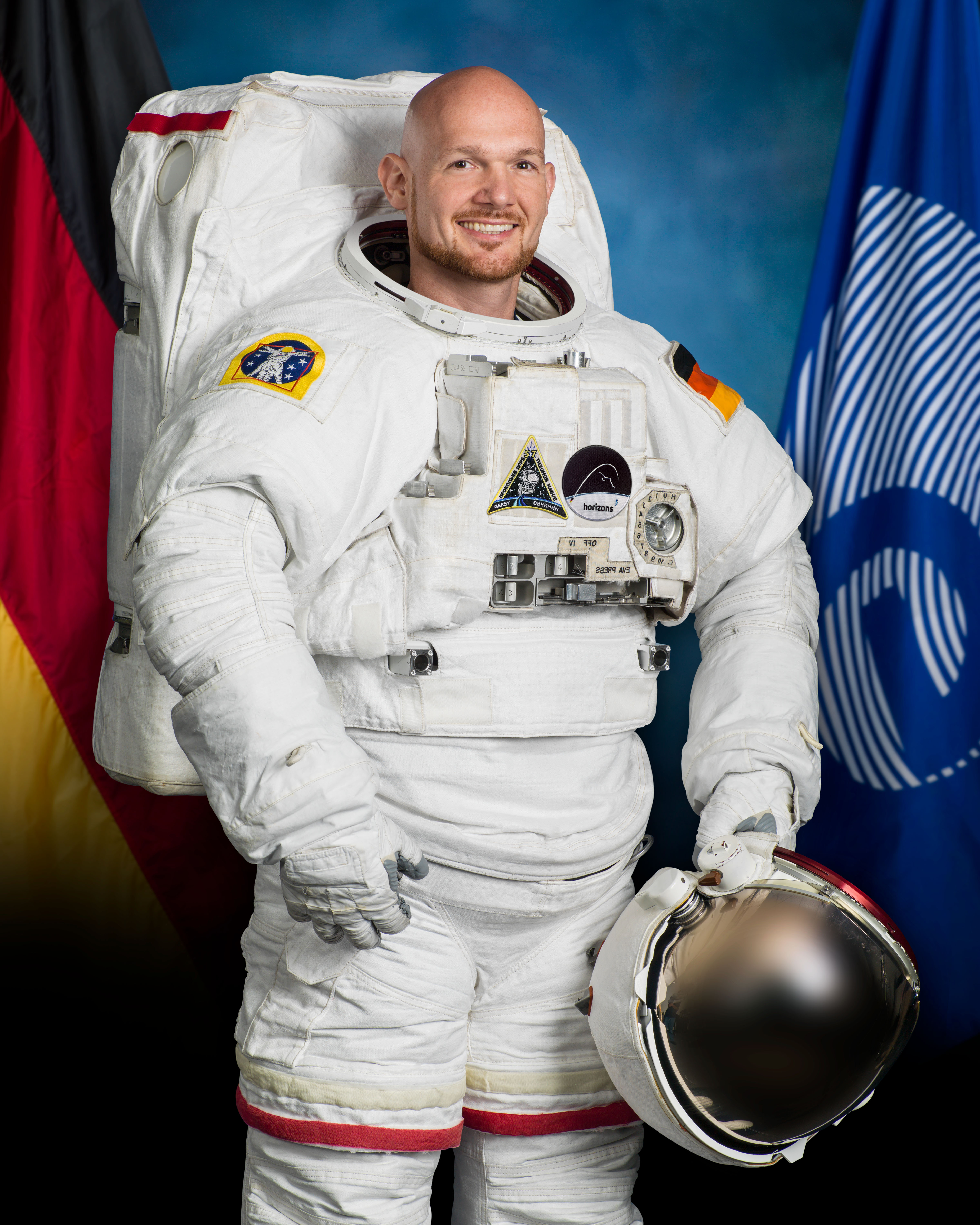
Retrato oficial de Alexander Gerst

En formato triangular, la insignia de la expedición es un tributo a la explotación humana del espacio. Ella lleva en su centro una caravela en el espacio negro, partiendo para el desconocido como nuestros  ancestros, diseñada como una flecha en dirección a las estrellas y a nuevos horizontes cósmicos. Ella destaca el propósito de la Estación Espacial Internacional como un laboratorio científico de clase internacional para el beneficio de la especie humana y de la cooperación internacional. La insignia es dedicada a todos los miles de humanos que hicieron esta misión posible por la contribución de su pasión, trabajo duro y coraje para uno de los más fascinantes proyectos de la historia humana. Fue creada por el diseñador Sean Collins bajo la dirección artística del comandante de la expedición, Alexander Gerst.